# Guardiola (Basella)
Guardiola es una entidad de población española del municipio leridano de Basella, en la comunidad autónoma de Cataluña.

## Historia
A mediados del siglo XIX, el lugar, por entonces con ayuntamiento propio que incluía también a los caseríos de Mirambell y Portella, tenía contabilizada una población de 40 habitantes. La localidad aparece descrita en el noveno volumen del Diccionario geográfico-estadístico-histórico de España y sus posesiones de Ultramar de Pascual Madoz de la siguiente manera: 

GUARDIOLA: l. con ayunt. en la prov. de Lérida (16 horas), part. jud. y adm. de rentas de Tremp (6). aud. terr. y c. g. de Barcelona (28), dióc. de Seo de Urgel (14). Se halla sit. en la cumbre de un monte con la misma denominacion del pueblo que tiene una subida de mas de una hora, con libre ventilacion y clima sano. Se compone de 3 caserios, de los cuales, el primero es el que describimos con 5 casas, y los otros dos Mirambell y Portella, 4 en el primero y 2 en el segundo, de mala distribucion interior, y una igl. en Guardiola (Sta. Fé), aneja en la parr. de Castellnou de Basella, con el cementerio contiguo, bastante capaz. El térm. confina por N. con el de Castellnou de Basella (1/4 leg.); E. Madrona (1/4); S. Vilanova de la Aguda (3/4), y O. Tiurana (3/4): dentro de su circunferencia se encuentran 5 balsas de cuyas aguas se sirven los vec. para beber y demas usos domésticos, tambien corre un torrente llamado rio Madrona, que despues de cruzar el térm. en dirección NE. desagua en el r. Segre próximo á Castellnou de Basella. El terreno está cortado por distintas sierras de poca altura pobladas de robles y pinos; es secano y de mala calidad en la mayor parte, con varios caminos transversales en mal estado: recibe la correspondencia de la carteria de Tiurana, por medio de los vec. alternativamente. prod.: poco trigo, centeno, cebada, avena, vino, patatas y legumbres; cria ganado lanar y cabrio, y caza de liebres, conejos y perdices. pobl.: 10 vec., 40 alm. cap. imp.: 20,148 rs. contr.: el 14'28 por 100 de esta riqueza.
(Madoz, 1847, p. 55)

Hoy día pertenece al municipio de Bassella. En 2022, tenía empadronados 11 habitantes.

## Patrimonio
En el lugar hay una iglesia bajo la advocación de la Santa Fe.